# Полхајм
Полхајм (њем. Pohlheim) град је у њемачкој савезној држави Хесен. Једно је од 18 општинских средишта округа Гисен. Према процјени из 2010. у граду је живјело 18.144 становника. Посједује регионалну шифру (AGS) 6531014.

## Географски и демографски подаци
Полхајм се налази у савезној држави Хесен у округу Гисен. Град се налази на надморској висини од 215 метара. Површина општине износи 38,0 km². У самом граду је, према процјени из 2010. године, живјело 18.144 становника. Просјечна густина становништва износи 477 становника/km².

## Међународна сарадња
| Мјесто | Држава   | Врста сарадње | Од    |
| ------ | -------- | ------------- | ----- |
| Зирц   | Мађарска | партнерство   | 1990. |
| Адмонт | Аустрија | партнерство   | 1970. |
| Извор  |          |               |       |